# Communauté de communes du Haut-Morvan
La communauté de communes du Haut-Morvan est une ancienne communauté de communes française, située dans le département de la Nièvre et la région Bourgogne-Franche-Comté.
Cette communauté de communes fait également partie du Pays Nivernais-Morvan.

## Historique
La communauté de communes a été créée par arrêté préfectoral du 30 décembre 1994, qui a pris effet le 1er janvier 1995, se substituant au Sivom Développement du Haut-Morvan (SIDHM).
Le 1er janvier 2013, la commune d'Onlay intègre l'intercommunalité.
Elle fusionne avec deux autres intercommunalités pour former la communauté de communes Morvan Sommets et Grands Lacs au 1er janvier 2017. Montreuillon rejoint de son côté la communauté de communes Tannay-Brinon-Corbigny.

## Composition
Elle était composée des communes morvandelles suivantes :
- Arleuf
- Blismes
- Château-Chinon (Campagne)
- Château-Chinon (Ville)
- Châtin
- Corancy
- Dommartin
- Fâchin
- Glux-en-Glenne
- Lavault-de-Frétoy
- Montigny-en-Morvan
- Montreuillon
- Onlay
- Planchez
- Saint-Hilaire-en-Morvan
- Saint-Léger-de-Fougeret
- Saint-Péreuse

## Compétences
À la suite de l'arrêté préfectoral du 24 mars 2005, les compétences de la communauté de communes du Haut-Morvan sont :
- Aménagement de l'espace (en complément du Syndicat Mixte du Parc régional du Morvan) : schéma d'urbanisme et d'aménagement, protection du patrimoine, ...
- Actions de développement économique : création, gestion et promotion de zones artisanales, développement touristique et agro-touristique, acquisition ou construction de bâtiments et de réserves foncières, ...
- Protection et mise en valeur de l'environnement : réhabilitation des décharges, collectes sélectives et valorisation des déchets, mise en terre de réseaux communaux, ...
- Politique du logement et du cadre de vie : participation dans les réfections du bâti pour les maîtrises d'ouvrage qui dépasseraient la somme de 152 449€, ...

## Administration

### Présidents
| Période     | Identité          | Qualité                                             |
| ----------- | ----------------- | --------------------------------------------------- |
| 2008 ⇔ 2016 | Henri Malcoiffe   | Maire de Château-Chinon (Ville), Conseiller général |
| ⇔ 2008      | René-Pierre Signé | Maire de Château-Chinon (Ville), Sénateur           |

## Démographie
| 1968  | 1975  | 1982  | 1990  | 1999  | 2006  | 2011  |
| ----- | ----- | ----- | ----- | ----- | ----- | ----- |
| 8 944 | 8 129 | 7 416 | 7 202 | 6 809 | 6 583 | 6 480 |

Histogramme de l'évolution démographique depuis 1968 :

### Sources
- Le SPLAF (Site sur la Population et les Limites Administratives de la France)
- La base ASPIC

1. 1 2  INSEE : Dossier thématique de la CC du Haut-Morvan (chiffres de 2006, parus en juin 2009), consulté le 29 septembre 2009